# Templiers d'Élancourt
I Templiers d'Élancourt, conosciuti anche come Templiers 78 o Élancourt Templiers, sono una squadra di football americano di Élancourt, un comune dell'area metropolitana di Parigi, in Francia.
La squadra fu fondata nel 1986 con il nome di Cormorans de Montigny-le-Bretonneux. Nel 1992 divennero i Templiers de Saint-Quentin-en-Yvelines, dal nome della comunità urbana in cui è compresa la cittadina di Élancourt. L'anno successivo, promossi in prima divisione francese, assunsero il nome attuale. Nel 2002 la squadra lanciò il progetto Europe 2005, dichiarando l'intenzione di raggiungere le coppe europee per l'anno 2005. Dopo due partecipazioni in EFAF Cup, nel 2005 e nel 2006, i Templiers hanno debuttato in European Football League nel 2009 e nel 2010.

## Dettaglio stagioni

### Tornei nazionali

#### Campionato

##### Division Élite
| Stagione | regular season | regular season | regular season | regular season | regular season | regular season | playoff | playoff | playoff | playoff | playoff | playoff        | playoff               |
|          | Vin            | Par            | Per            | Tot            | PF             | PS             | Vin     | Per     | Tot     | PF      | PS      | risultato      | avversaria            |
| -------- | -------------- | -------------- | -------------- | -------------- | -------------- | -------------- | ------- | ------- | ------- | ------- | ------- | -------------- | --------------------- |
| 2011     | 4              | 0              | 6              | 10             | 213            | 251            | 0       | 1       | 1       | 19      | 26      | Retrocessi     | Molosses d'Asnières   |
| 2013     | 6              | 0              | 4              | 10             | 223            | 211            | 0       | 1       | 1       | 21      | 25      | Semifinale     | Flash de La Courneuve |
| 2014     | 5              | 0              | 3              | 8              | 211            | 121            | 1       | 0       | 1       | 24      | 13      | Non retrocessi | Spartiates d'Amiens   |
| 2015     | 3              | 1              | 6              | 10             | 152            | 255            | -       | -       | -       | -       | -       | -              | -                     |
| 2016     | 1              | 0              | 8              | 9              | 116            | 284            | -       | -       | -       | -       | -       | Retrocessi     | -                     |
| Totale   | 19             | 1              | 27             | 47             | 925            | 1122           | 1       | 2       | 3       | 64      | 64      |                |                       |

Fonti: Enciclopedia del Football - A cura di Massimo Mezzetti

##### Deuxième Division
| Stagione | regular season | regular season | regular season | regular season | regular season | regular season | playoff | playoff | playoff | playoff | playoff | playoff          | playoff          |
|          | Vin            | Par            | Per            | Tot            | PF             | PS             | Vin     | Per     | Tot     | PF      | PS      | risultato        | avversaria       |
| -------- | -------------- | -------------- | -------------- | -------------- | -------------- | -------------- | ------- | ------- | ------- | ------- | ------- | ---------------- | ---------------- |
| 2017     | 3              | 0              | 6              | 9              | 154            | 226            | -       | -       | -       | -       | -       | -                | -                |
| 2018     | 6              | 1              | 3              | 10             | 198            | 107            | 0       | 1       | 1       | 40      | 44      | Quarti di finale | Corsaires d'Évry |
| Totale   | 9              | 1              | 9              | 19             | 352            | 333            | 0       | 1       | 1       | 40      | 44      |                  |                  |

Fonti: Enciclopedia del Football - A cura di Massimo Mezzetti

### Tornei internazionali

#### European Football League (1986-2013)
| Stagione | regular season | regular season | regular season | regular season | regular season | regular season | playoff | playoff | playoff | playoff | playoff | playoff          | playoff     |
|          | Vin            | Par            | Per            | Tot            | PF             | PS             | Vin     | Per     | Tot     | PF      | PS      | risultato        | avversaria  |
| -------- | -------------- | -------------- | -------------- | -------------- | -------------- | -------------- | ------- | ------- | ------- | ------- | ------- | ---------------- | ----------- |
| 2009     | 2              | 0              | 0              | 2              | 89             | 49             | 0       | 1       | 1       | 6       | 20      | Quarti di finale | Graz Giants |
| 2010     | 1              | 0              | 1              | 2              | 47             | 38             | -       | -       | -       | -       | -       | -                | -           |
| Totale   | 3              | 0              | 1              | 4              | 136            | 87             | 0       | 1       | 1       | 6       | 20      |                  |             |

Fonti: Enciclopedia del Football - A cura di Massimo Mezzetti

#### IFAF Europe Champions League
| Stagione | regular season | regular season | regular season | regular season | regular season | regular season | playoff | playoff | playoff | playoff | playoff | playoff    | playoff           |
|          | Vin            | Par            | Per            | Tot            | PF             | PS             | Vin     | Per     | Tot     | PF      | PS      | risultato  | avversaria        |
| -------- | -------------- | -------------- | -------------- | -------------- | -------------- | -------------- | ------- | ------- | ------- | ------- | ------- | ---------- | ----------------- |
| 2014     | 2              | 0              | 0              | 2              | 85             | 30             | 0       | 1       | 1       | 37      | 44      | Semifinale | Helsinki Roosters |
| Totale   | 2              | 0              | 0              | 2              | 85             | 30             | 0       | 1       | 1       | 37      | 44      |            |                   |

Fonti: Enciclopedia del Football - A cura di Massimo Mezzetti

### Riepilogo fasi finali disputate
| Anno              | Luogo        | Evento                       | Fase del torneo      | Incontro                                               | Risultato |
| 16 maggio 2009    | Graz         | EFL                          | Quarti di finale     | Graz Giants - Templiers d'Élancourt                    | 20 - 6    |
| 25-26 giugno 2011 |              | Division Élite               | Playout              | Templiers d'Élancourt - Molosses d'Asnières            | 19 - 26   |
| 10 giugno 2012    |              | Deuxième Division            | Spareggio promozione | Cougars de Saint-Ouen-l'Aumône - Templiers d'Élancourt | 46 - 21   |
| 8 giugno 2013     | La Courneuve | Division Élite               | Semifinale           | Flash de La Courneuve - Templiers d'Élancourt          | 25 - 21   |
| 11 luglio 2014    | Élancourt    | IFAF Europe Champions League | Semifinale           | Templiers d'Élancourt - Helsinki Roosters              | 37 - 44   |
| 27 maggio 2018    | Évry         | Deuxième Division            | Quarti di finale     | Corsaires d'Évry - Templiers d'Élancourt               | 44 - 40   |

## Palmarès
- 1 Casque d'Or (2003)